# 宮崎県の県道一覧
宮崎県の県道一覧（みやざきけんのけんどういちらん）は、宮崎県を通る県道の一覧である。

## 路線番号の法則
宮崎県の県道番号は1972年（昭和47年）11月から設定されている。
- 主要地方道は1 - 2桁、一般県道は3桁の県道番号を割り振る。
- 主要地方道のうち、県内完結路線は9号以降（1994年（平成6年）以前は21号以降）となっている。
- 一般県道については以下の通りとなっている。
  - 100番台 - 越境路線
  - 200番台 - 県北（東臼杵・西臼杵地域）を起点とする県内完結路線
  - 300番台 - 県央（宮崎・東諸県・児湯地域）を起点とする県内完結路線
  - 400番台 - 県南（北諸県・西諸県・南那珂地域）を起点とする県内完結路線

## 主要地方道

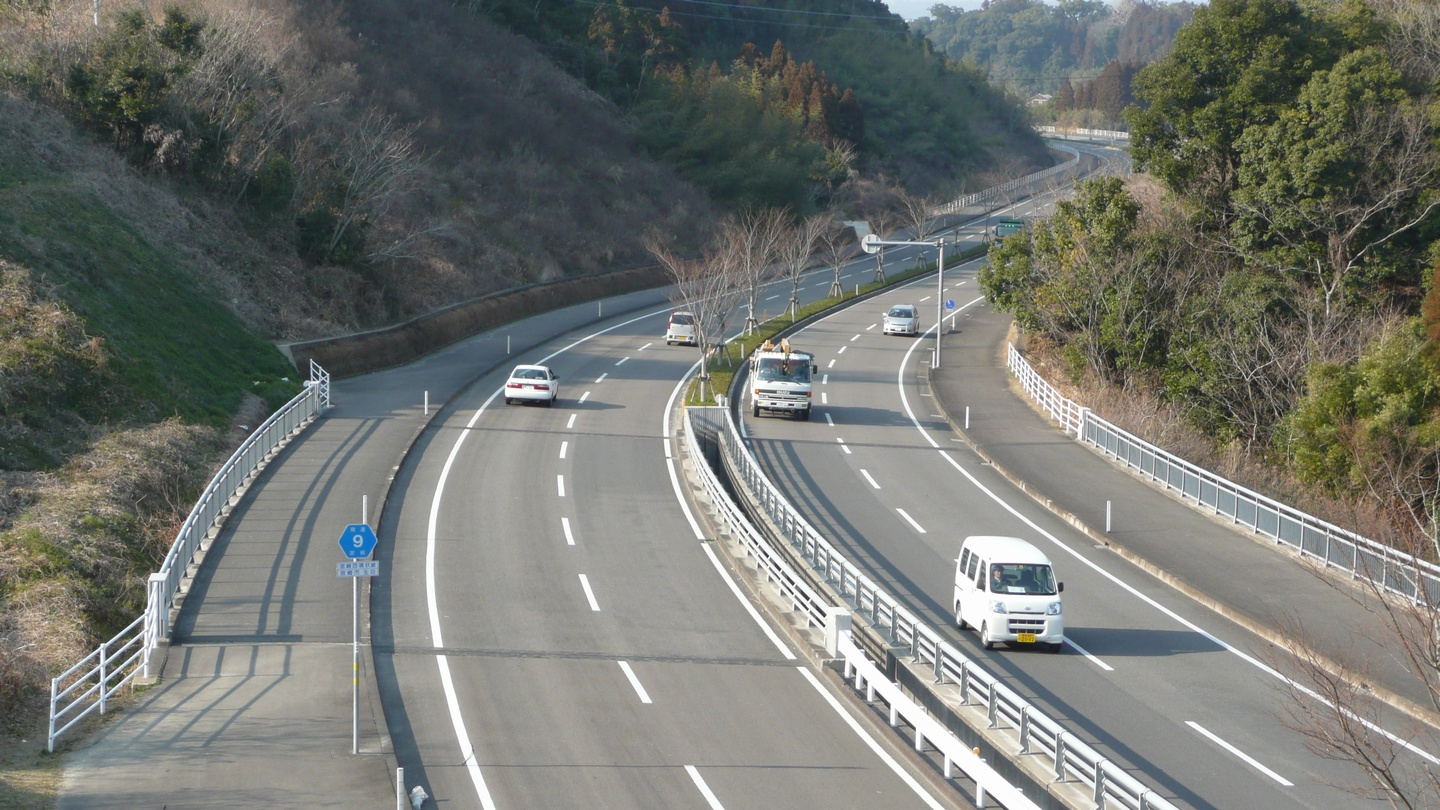
県道9号宮崎西環状線（宮崎市生目台）

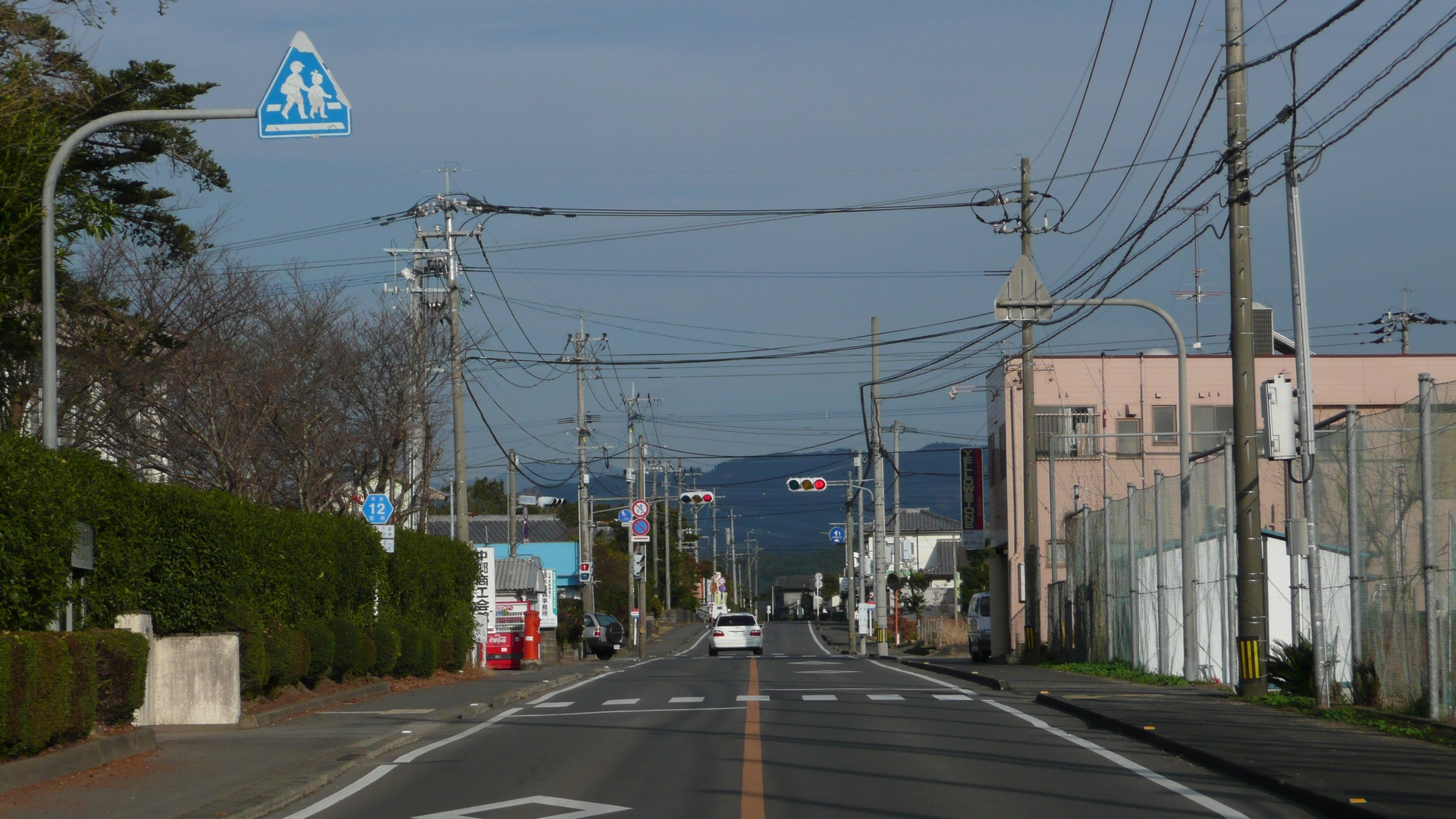
県道12号都城東環状線（都城市梅北町）

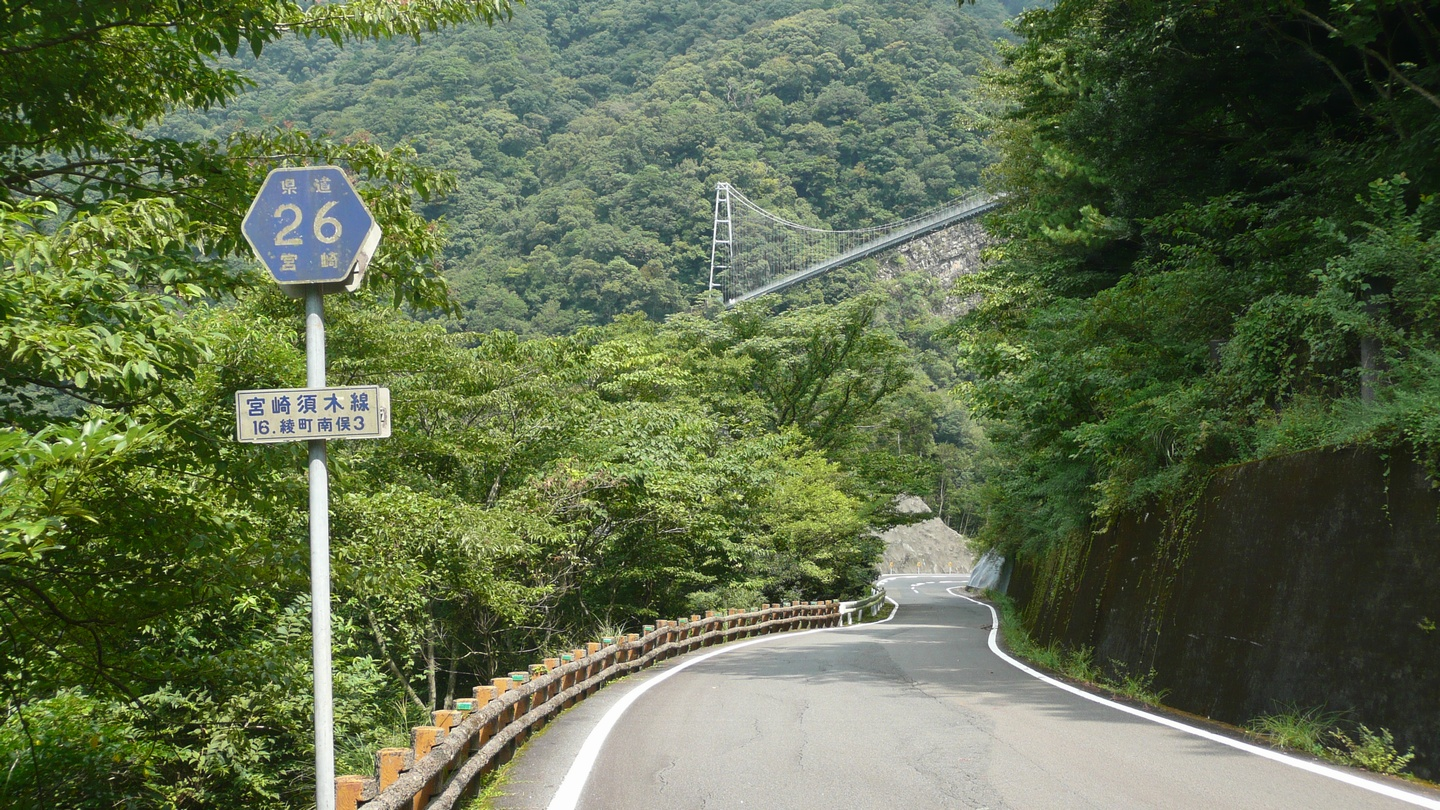
県道26号宮崎須木線（東諸県郡綾町南俣）

### 1 - 8（越境路線）
- 1 小林えびの高原牧園線
- 2 都城隼人線
- 3 日南志布志線
- 4 - 5 （欠番）
- 6 日之影宇目線
  - 1972年（昭和47年） - 1977年（昭和52年）：延岡佐伯線（→国道388号の一部）
- 7 緒方高千穂線
- 8 竹田五ヶ瀬線

### 9 - 54（県内完結路線）
- 9 宮崎西環状線（1994年（平成6年） - ）
- 10 宮崎インター佐土原線（1994年（平成6年） - ）
  - このうち、一ツ葉道路南線の区間は高速道路ナンバリング（高速道路等路線番号）の対象区間となっており、さらに「E98」が割り振られている。
- 11 宮崎島之内線（1994年（平成6年） - ）
- 12 都城東環状線（1994年（平成6年） - ）
  - 都城志布志道路（自動車専用道路）の五十町IC - 梅北IC間は本路線の一部として供用されており、従来の一般道区間は都城市道へ移管されている。
- 13 高岡郡司分線（1994年（平成6年） - ）
  - 1972年（昭和47年） - 1982年（昭和57年）：人吉日向線（→国道446号に昇格）
- 14 佐土原国富線（1994年（平成6年） - ）
- 15 日知屋財光寺線（1994年（平成6年） - ）
- 16 稲葉崎平原線 （1994年（平成6年） - ）
  - 当初は国道10号延岡バイパス開通後の旧道区間を認定していたが、2023年（令和5年）までに延岡西環状線経由へ経路が変更され、並行する旧国道10号区間は延岡市道中川原愛宕線へ移管されている[1]。
- 17 南俣宮崎線（1994年（平成6年） - ）
- 18 荒武新富線（1994年（平成6年） - ）
- 19 石河内高城高鍋線（1994年（平成6年） - ）
- 20 北方北郷線（1994年（平成6年） - ）
- 21 （欠番：1993年（平成5年）以降不使用）
  - 1972年（昭和47年） - 1993年（平成5年）：五ヶ瀬諸塚線（→国道503号に昇格）
- 22 東郷西都線（1994年（平成6年） - ）
  - 1972年（昭和47年） - 1994年（平成6年）：延岡西都線（→現路線および県道20号北方北郷線、国道388号の一部）
- 23 細島港線
- 24 高鍋高岡線
- 25 宮崎停車場線
- 26 宮崎須木線
- 27 宮崎北郷線
- 28 日南高岡線
- 29 高原野尻線
- 30 えびの高原小田線
- 31 都城霧島公園線
- 32 都城停車場線
- 33 都城北郷線
- 34 都城串間線
- 35 油津港線
- 36 都井岬線（1993年（平成5年） - ）
  - 1972年（昭和47年） - 1993年（平成5年）：日南都井線（→国道448号の一部）
- 37 （欠番：1993年（平成5年）以降不使用）
  - 1972年（昭和47年） - 1993年（平成5年）：都井岬福島線（→国道448号の一部）
- 38 （欠番：1993年（平成5年）以降不使用）
  - 1977年（昭和52年） - 1993年（平成5年）：門川北郷線（→国道388号の一部）
- 39 西都南郷線
- 40 都農綾線
- 41 （欠番：1994年（平成6年）以降不使用）
  - 1977年（昭和51年） - 1994年（平成6年）：蓮ケ池郡司分線（→県道9号宮崎西環状線・県道13号高岡郡司分線の一部）
- 42 都城野尻線
- 43 北川北浦線
- 44 宮崎高鍋線
- 45 御池都城線
- 46 高城山田線
- 47 三股高城線
- 48 市木串間線
- 49 北方土々呂線
- 50 諸塚高千穂線
- 51 中野原美々津線
- 52 宮崎空港線
- 53 京町小林線
- 54 酒谷榎原線

## 一般県道

### 101 - 144（越境路線）

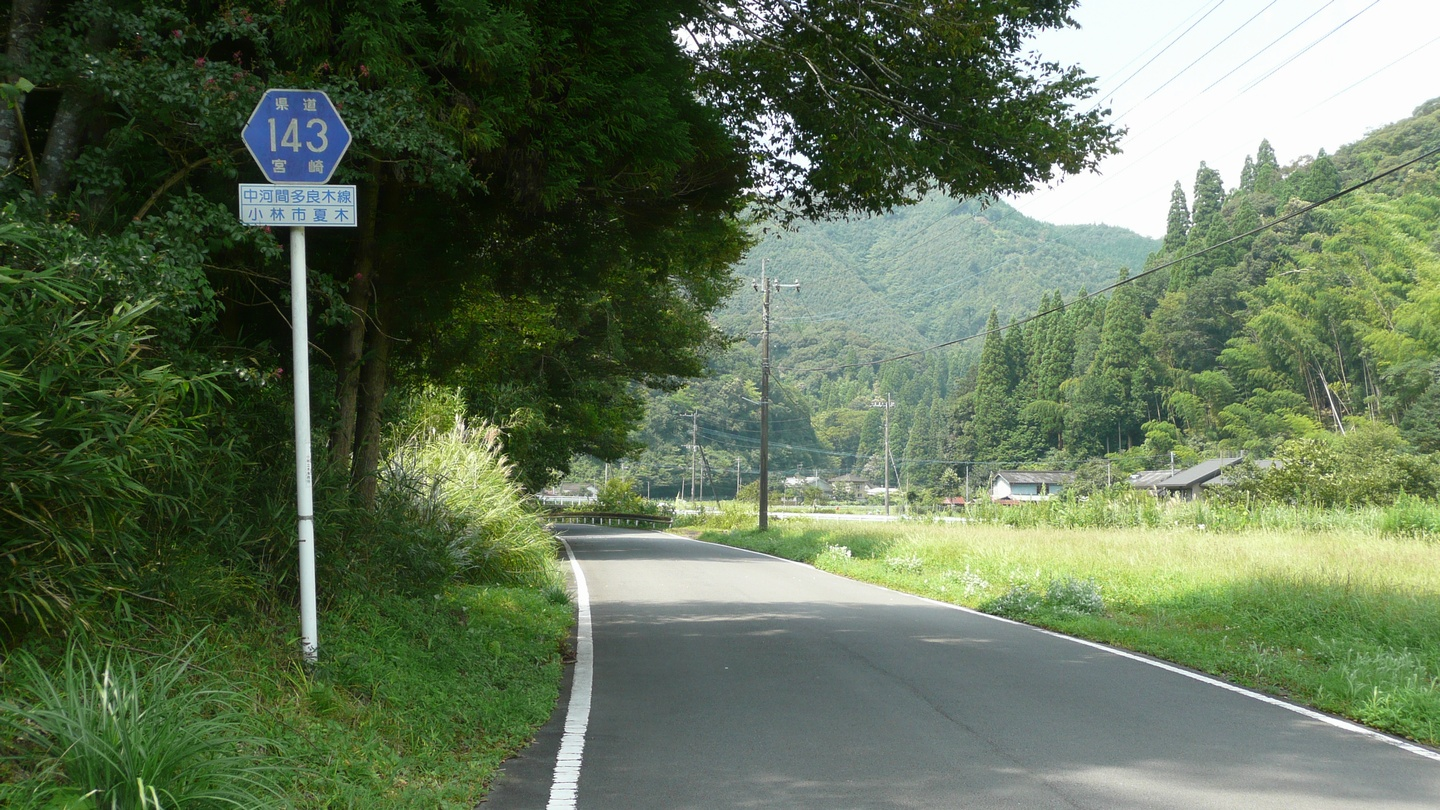
県道143号中河間多良木線（小林市須木夏木）

- 101 （欠番：1982年（昭和57年）以降不使用）
  - 1972年（昭和47年） - 1980年（昭和55年）：大口真幸線
  - 1980年（昭和55年） - 1982年（昭和57年）：大口えびの線 （→国道447号の一部）
- 102 木場吉松えびの線
- 103 栗野停車場えびの高原線（1980年（昭和55年）3月17日に栗野停車場えびの線から改称）
  - 宮崎県側に供用区間は存在しない。
- 104 霧島公園小林線
- 105 馬渡大川原線
- 106 大倉田財部線
- 107 堤庄内線
- 108 財部庄内安久線（1994年（平成6年） - ）
  - 1972年（昭和47年） - 1994年（平成6年）：財部庄内三股線（→現路線の一部）
- 109 飯野松山都城線
  - 都城志布志道路（自動車専用道路）の梅北IC - 県境 - 有明北IC間は本路線の一部として供用されており、従来の一般道区間は2023年10月までに本路線の指定を外れている[2]。
- 110 塗木大隅線
- 111 （欠番：1982年（昭和57年）以降不使用）
  - 1972年（昭和47年） - 1982年（昭和57年）：大堂津志布志線（→県道443号仏坂大堂津線、県道3号日南志布志線および県道54号酒谷榎原線の一部）
- 112 今別府串間線
- 113 - 121 （欠番）
- 122 古江丸市尾線
- 123 - 140 （欠番）
- 141 河内矢部線
- 142 上椎葉湯前線
- 143 中河間多良木線
- 144 槻木田代八重線

### 201 - 243（県北）
- 201 （欠番）
- 202 鞍岡赤谷線
- 203 土生高千穂線
- 204 下野鹿狩戸線
- 205 向山日之影線

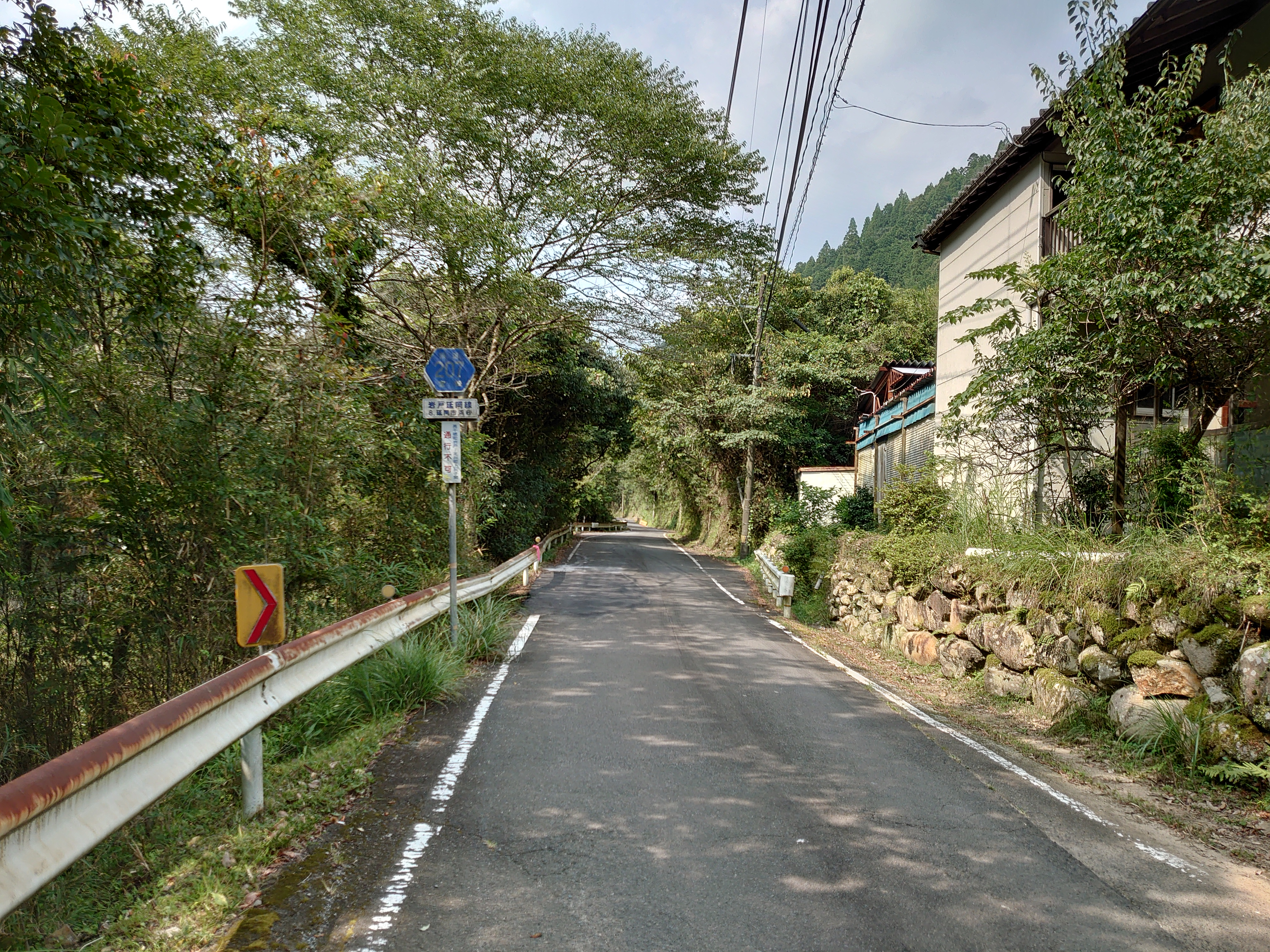
県道207号岩戸延岡線（延岡市宮長町浜砂）

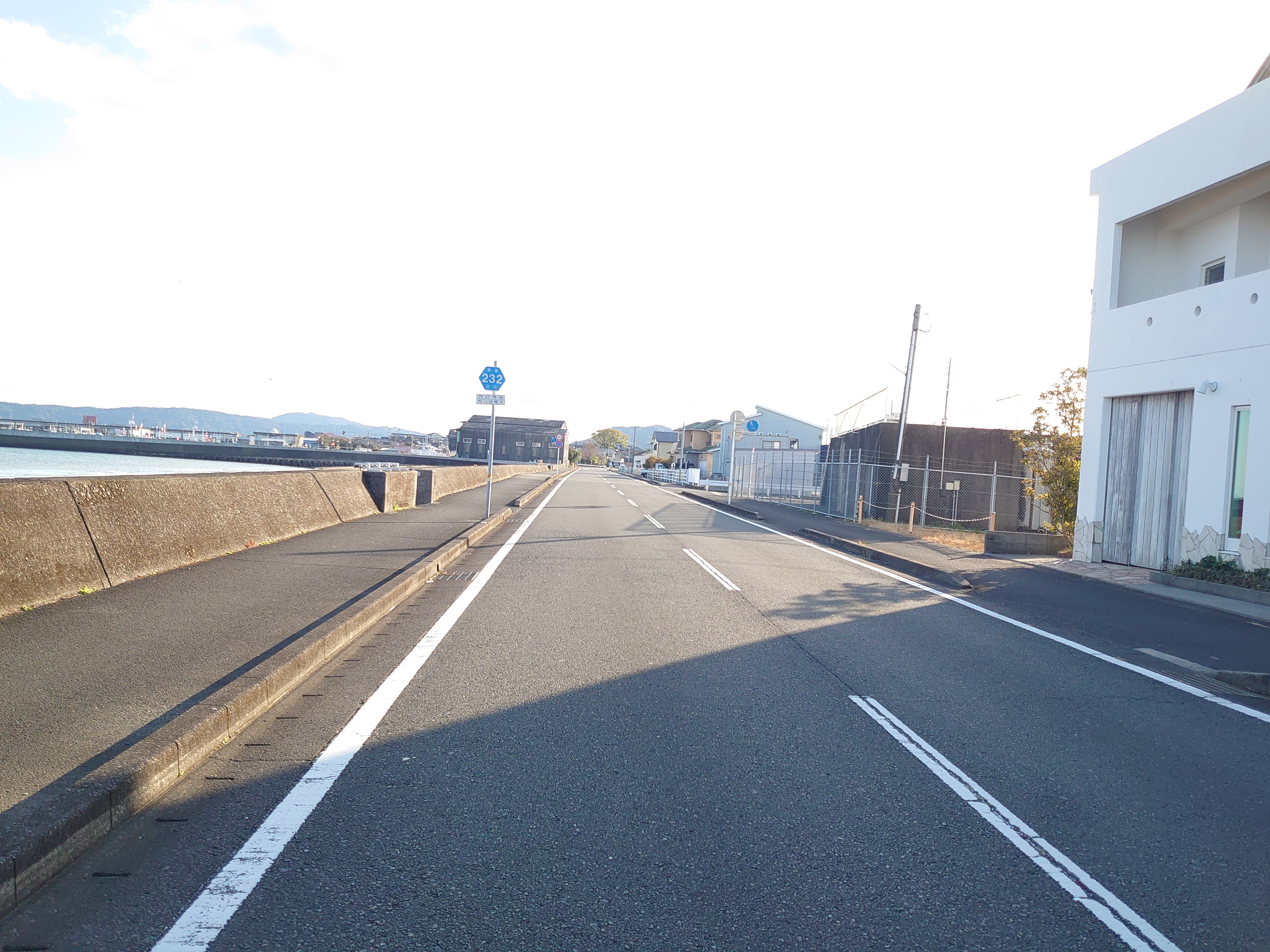
県道232号門川港線（東臼杵郡門川町門川尾末）

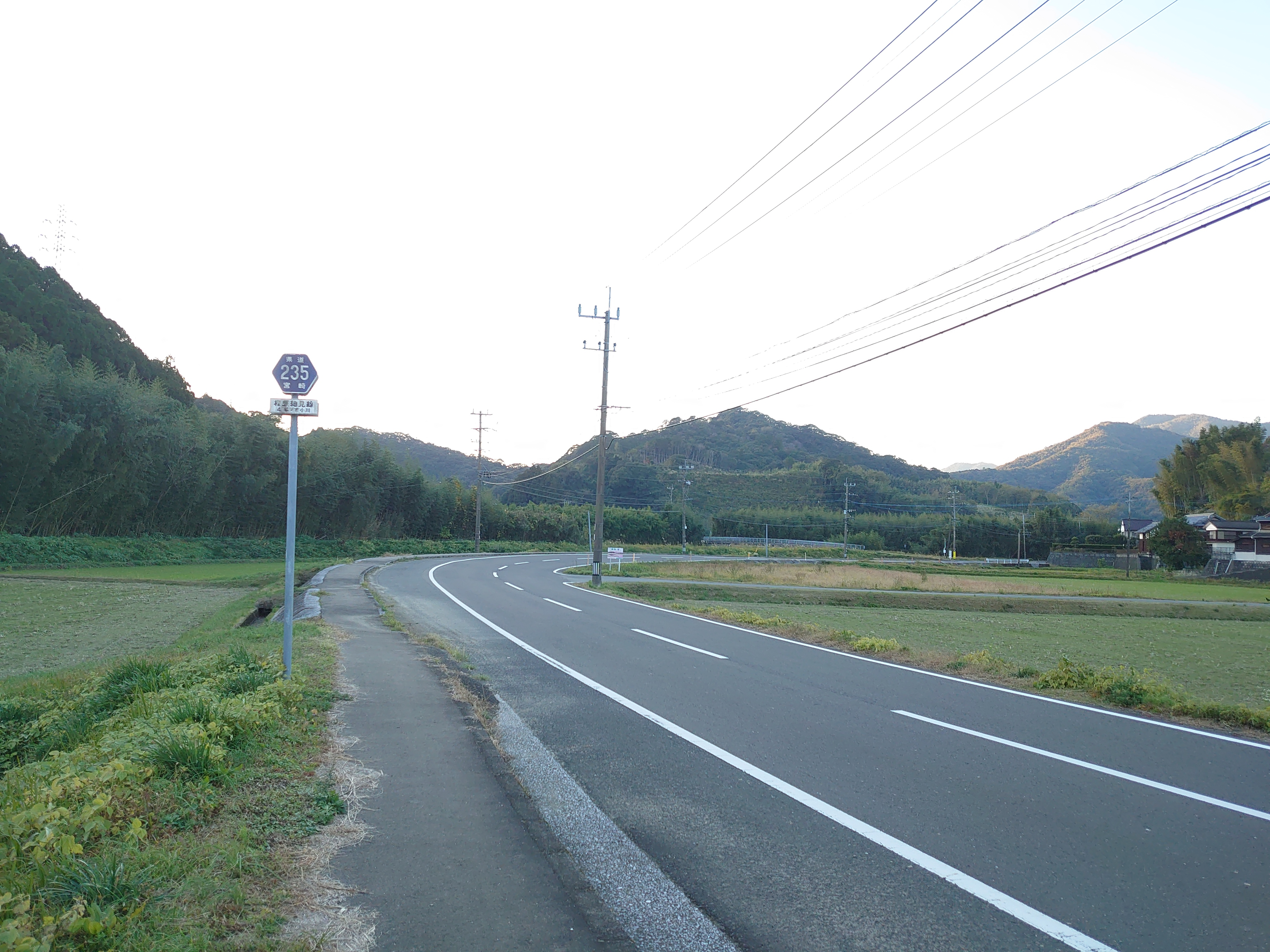
県道235号樫原細見線（延岡市小川町）

- 206 （欠番：1995年（平成7年）以降不使用）
  - 1972年（昭和47年） - 1995年（平成7年）：高千穂停車場線（→県道237号北方高千穂線の一部）
- 207 岩戸延岡線
- 208 （欠番）
- 209 上長川日之影線
- 210 宇納間日之影線
- 211 （欠番）
- 212 浦城東海線
- 213 （欠番：1994年（平成6年）以降不使用）
  - 1972年（昭和47年） - 1994年（平成6年）：山口原延岡線（→県道49号北方土々呂線の一部）
- 214 上祝子綱の瀬線（1995年（平成7年） - ）
  - 1972年（昭和47年） - 1995年（平成7年）：今村綱の瀬線（→現路線の一部）
- 215 板上曽木線（2014年（平成26年）3月31日 - [3]）
  - 1967年（昭和42年） - 2014年（平成26年）3月31日：大保下曽木停車場線[3]（→現路線の一部）
- 216 （欠番：1995年（平成7年）以降不使用）
  - 1972年（昭和47年） - 1994年（平成6年）：三須土々呂停車場線（→県道49号北方土々呂線の一部）
  - 1994年（平成6年） - 1995年（平成7年）：土々呂停車場線（→延岡市道に降格）
- 217 （欠番：2023年（令和5年）3月31日以降不使用[4]）
  - 1959年（昭和34年） - 2023年（令和5年）3月31日：早日渡停車場線[4]（→延岡市道に降格）
- 218 （欠番：2014年（平成26年）3月31日以降不使用[3]）
  - 1972年（昭和47年） - 2014年（平成26年）3月31日：曽木停車場線[3]（→県道215号板上曽木線の一部）
- 219 日向長井停車場線
- 220 （欠番：2023年（令和5年）3月31日以降不使用[4]）
  - 1959年（昭和34年） - 2023年（令和5年）3月31日：延岡停車場線[4]（→延岡市道に降格）
- 221 （欠番：2014年（平成26年）3月31日以降不使用[3]）
  - 1972年（昭和47年） - 2014年（平成26年）3月31日：西延岡停車場線[3]
- 222 南延岡停車場線
- 223 延岡港線
- 224 遠見半島線（1995年（平成7年） - ）
  - 1972年（昭和47年） - 1995年（平成7年）：土々呂港線（→現路線の一部）
- 225 八重原延岡線
- 226 土々呂日向線（1995年（平成7年） - ）
  - 1972年（昭和47年） - 1995年（平成7年）：加草日向線（→現路線の一部）
- 227 （欠番：1994年（平成6年）以降不使用）
  - 1972年（昭和47年） - 1994年（平成6年）：細島停車場仙ケ崎線（→県道15号日知屋財光寺線の一部）
- 228 （欠番）
- 229 門川停車場線
- 230 細島港日向市停車場線
- 231 美々津停車場線
- 232 門川港線
- 233 （欠番）
- 234 中渡川下三ヶ線
- 235 樫原細見線
- 236 （欠番：2015年（平成27年）3月31日以降不使用[5]）
  - 1974年（昭和49年） - 2015年（平成17年）3月31日：日向八戸停車場線[5]
- 237 北方高千穂線
  - 国道218号日之影バイパス開通後の旧道。
- 238 （欠番：1994年（平成6年）以降不使用）
  - 1975年（昭和50年） - 1994年（平成6年）：稲葉崎平原線（→県道16号稲葉崎平原線に指定）
- 239 （欠番）
- 240 （欠番：2014年（平成26年）3月31日以降不使用[3]）
  - 1988年（昭和63年） - 2014年（平成26年）3月31日：日豊海岸北川線[3]（→延岡市道に降格）
- 241 延岡インター線
- 242 北方インター線
- 243 須美江インター線

### 301 - 378（県央）
- 301 山陰都農線

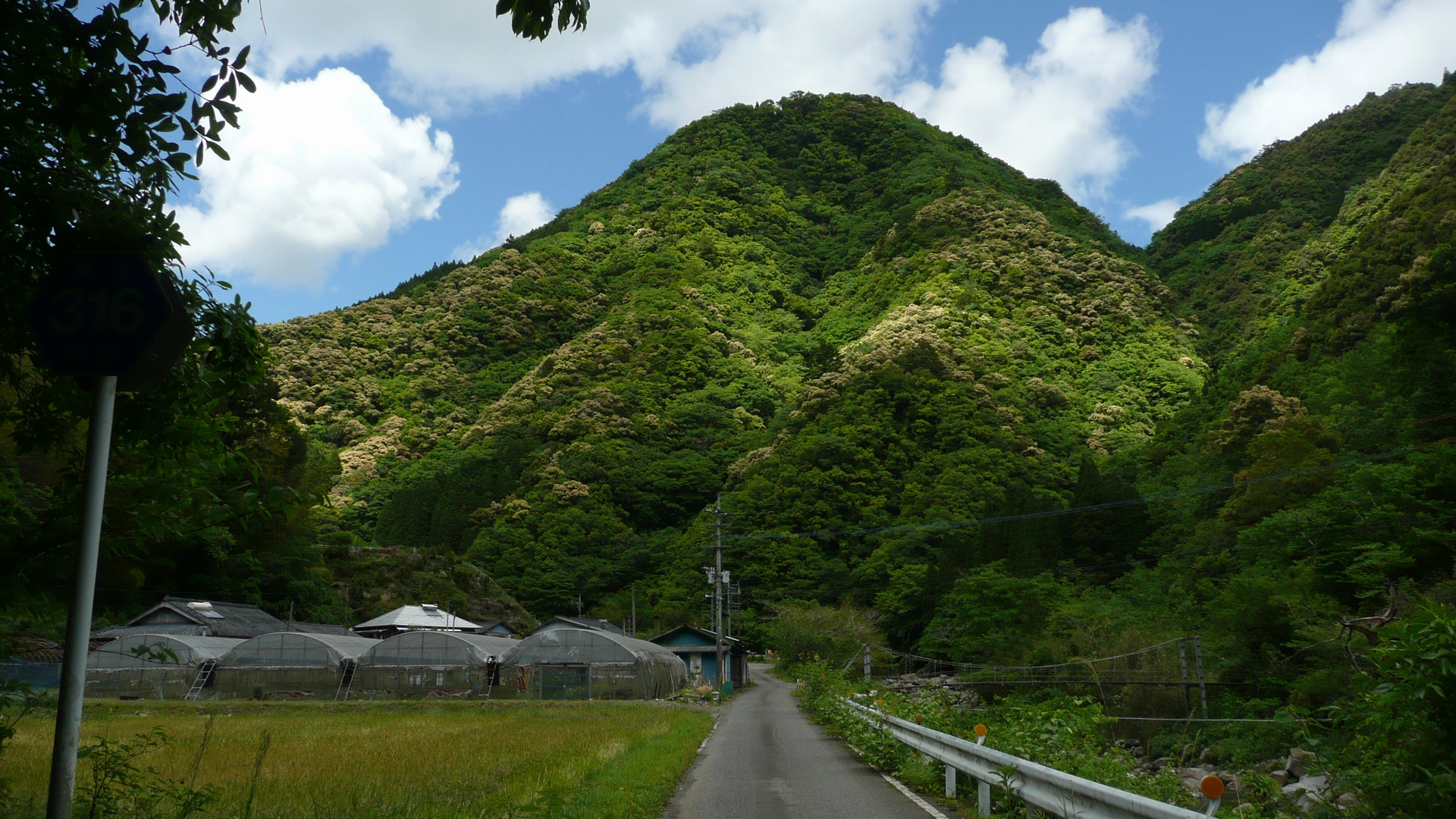
県道316号小川越野尾線（児湯郡西米良村小川）

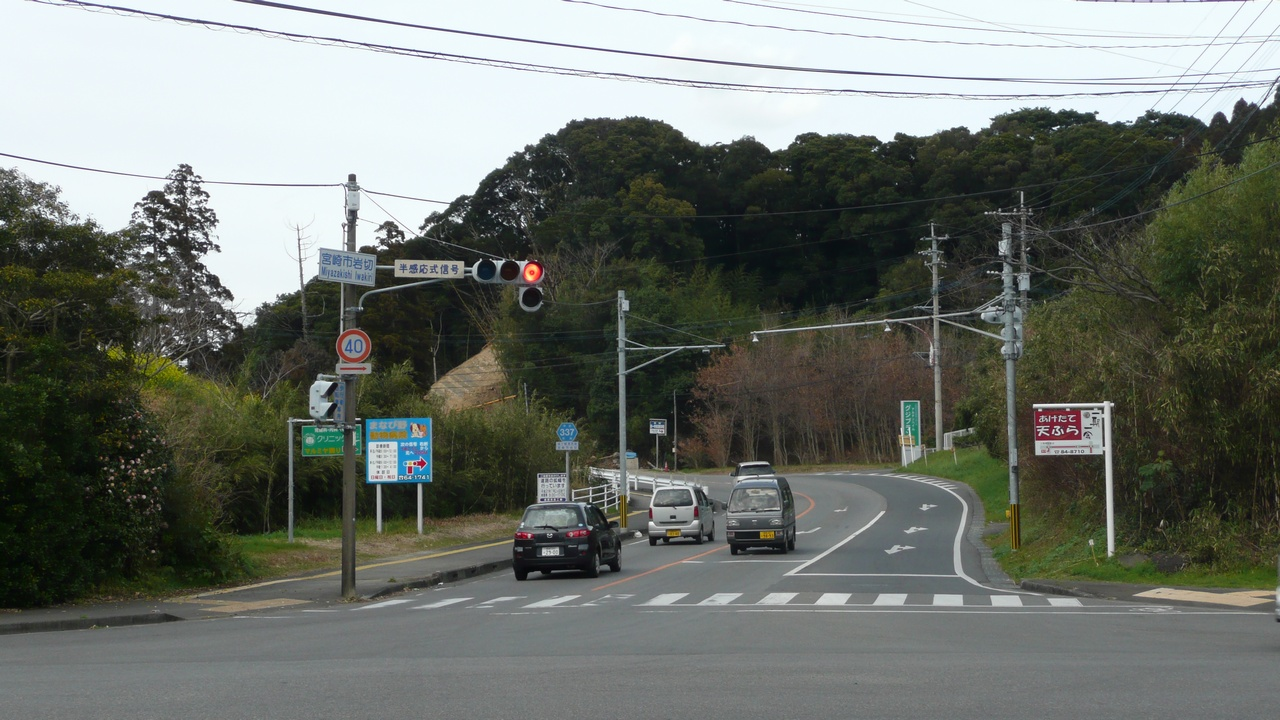
県道337号城ヶ崎清武線（宮崎市岩切）

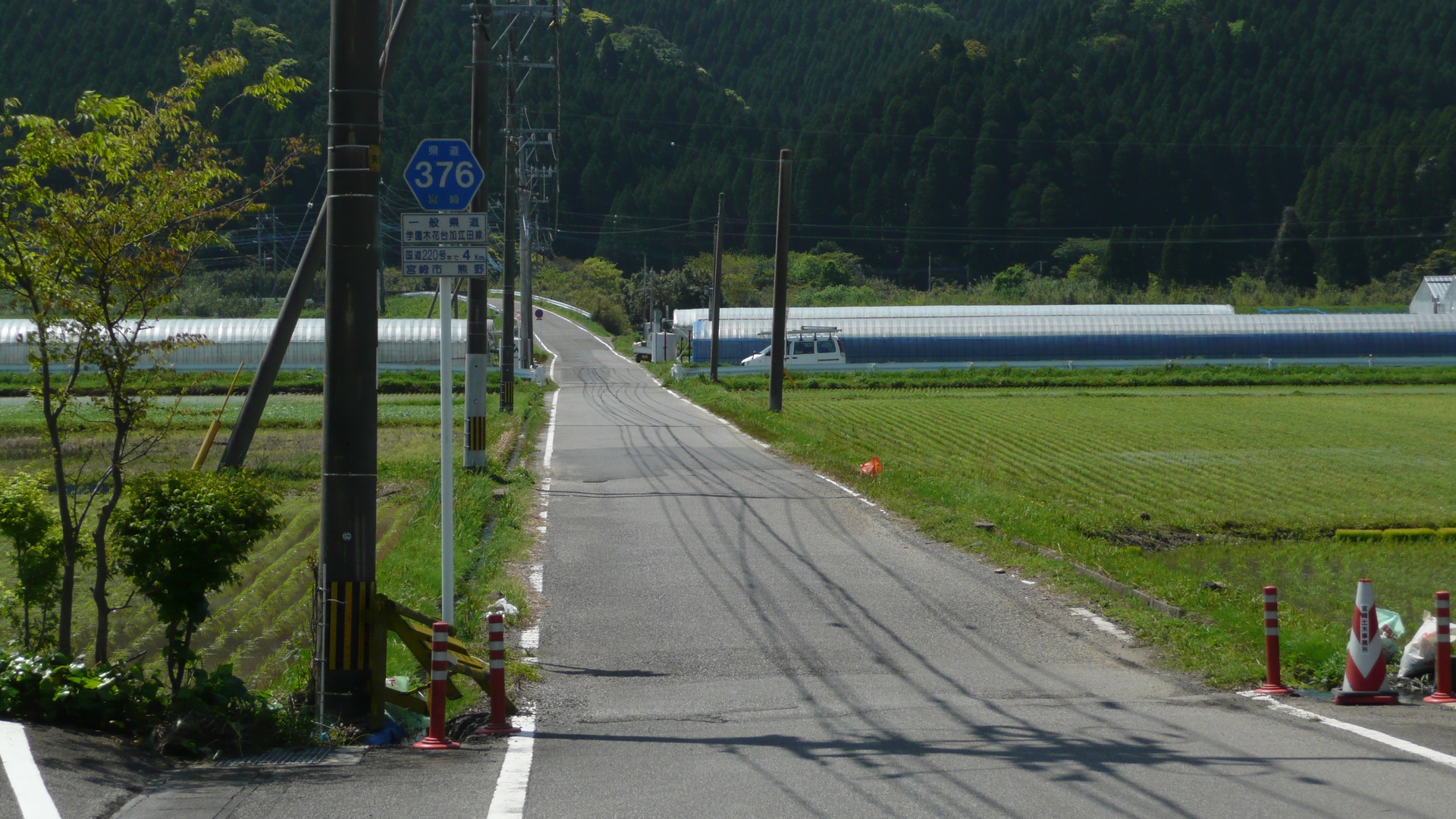
県道376号学園木花台加江田線（宮崎市学園木花台桜）

- 302 高鍋美々津線（1995年（平成7年） - ）
  - 1972年（昭和47年） - 1995年（平成7年）：宮の本都農線（→現路線の一部）
- 303 都農インター線
- 304 木城高鍋線
- 305 日置南高鍋線
- 306 今別府八幡線
- 307 尾鈴川南停車場線
- 308 高鍋インター線（2000年（平成12年） - ）
  - 1972年（昭和47年） - 1995年（平成7年）：川南港川南停車場線（→県道302号高鍋美々津線の一部）
- 309 川床日向新富停車場線
- 310 都農停車場線
- 311 高鍋停車場線
- 312 木城西都線
- 313 杉安高鍋線
- 314 （欠番：1994年（平成6年）以降不使用）
  - 1972年（昭和47年） - 1994年（平成6年）：下富田西都線（→県道18号荒武新富線の一部）
- 315 （欠番）
- 316 小川越野尾線
- 317 西都原古墳山路線
- 318 西都原古墳線
- 319 寒川下三財線
- 320 下三財都於郡町線
- 321 西都インター線（1995年（平成7年） - ）
  - 1972年（昭和47年） - 1994年（平成6年）：六野黒生野停車場線（→県道18号荒武新富線の一部）
- 322 （欠番：1995年（平成7年）以降不使用）
  - 1972年（昭和47年） - 1995年（平成7年）：妻停車場線
- 323 （欠番）
- 324 札の元佐土原線
- 325 福王寺佐土原線
- 326 宮本新町線
- 327（欠番：1994年（平成6年）以降不使用）
  - 1972年（昭和47年） - 1994年（平成6年）：下那珂広瀬線（→県道14号佐土原国富線の一部）
- 328 - 329 （欠番）
- 330 （欠番：1994年（平成6年）以降不使用）
  - 1972年（昭和47年） - 1994年（平成6年）：島之内一の宮線（→県道11号宮崎島之内線の一部）
- 331 （欠番）
- 332 宮崎神宮線
- 333 下北方古墳線
- 334 生目浮田線
- 335 （欠番）
- 336 宮崎田野線（1994年（平成6年） - ）
  - 1972年（昭和47年） - 1994年（平成6年）：黒北宮崎線（→現路線および県道9号宮崎西環状線の一部）
- 337 城ヶ崎清武線
- 338 大久保木崎線
- 339 塩鶴木崎線
- 340 大戸野清武線
- 341 宮崎港宮崎停車場線
- 342 青島停車場線
- 343 鰐塚山田野停車場線
  - 鰐塚山#道路を参照。
- 344（欠番：1995年（平成7年）以降不使用）
  - 1972年（昭和47年） - 1995年（平成7年）：西佐土原停車場線
- 345 佐土原停車場線
- 346 日向住吉停車場線
- 347 南宮崎停車場線
- 348 清武停車場線
- 349 （欠番）
- 350 内海港線
- 351 木脇高岡線（1994年（平成6年） - ）
  - 1972年（昭和47年） - 1994年（平成6年）：那珂高岡線（→現路線および県道14号佐土原国富線の一部）
- 352 野首麓線
- 353 （欠番：1994年（平成6年）以降不使用）
  - 1972年（昭和47年） - 1994年（平成6年）：花見田野線（→県道13号高岡郡司分線の一部および県道336号宮崎田野線の一部）
- 354 （欠番）
- 355 旭村木脇線
- 356 法ヶ岳本庄線
- 357 田の平綾線
- 358 高岡綾線
- 359 赤谷橋山線
- 360 田代八重綾線
- 361 綾法ヶ岳線
- 362 （欠番）
- 363 綾宮崎自転車道線
- 364 川南港線
- 365 宮崎佐土原西都原自転車道線
- 366 東都農停車場線
- 367 中村木崎線
  - 国道220号宮崎南バイパス開通後の旧道。
- 368 勢田木崎線
- 369 （欠番：1994年（平成6年）以降不使用）
  - 1972年（昭和47年） - 1994年（平成6年）：古城浮田線（→県道9号宮崎西環状線の一部）
- 370 細江浮田線
- 371 清武インター線
- 372 塩路佐土原線
- 373 山崎芳士線
  - 総延長3,600 m、全線未供用。
- 374 古城赤江線
- 375 学園木花台本郷北方線
- 376 学園木花台加江田線
- 377 内海加江田線（旧国道220号、旧国道448号）
- 378 清武南インター線

### 401 - 454（県南）
- 401 奈佐木高岡線

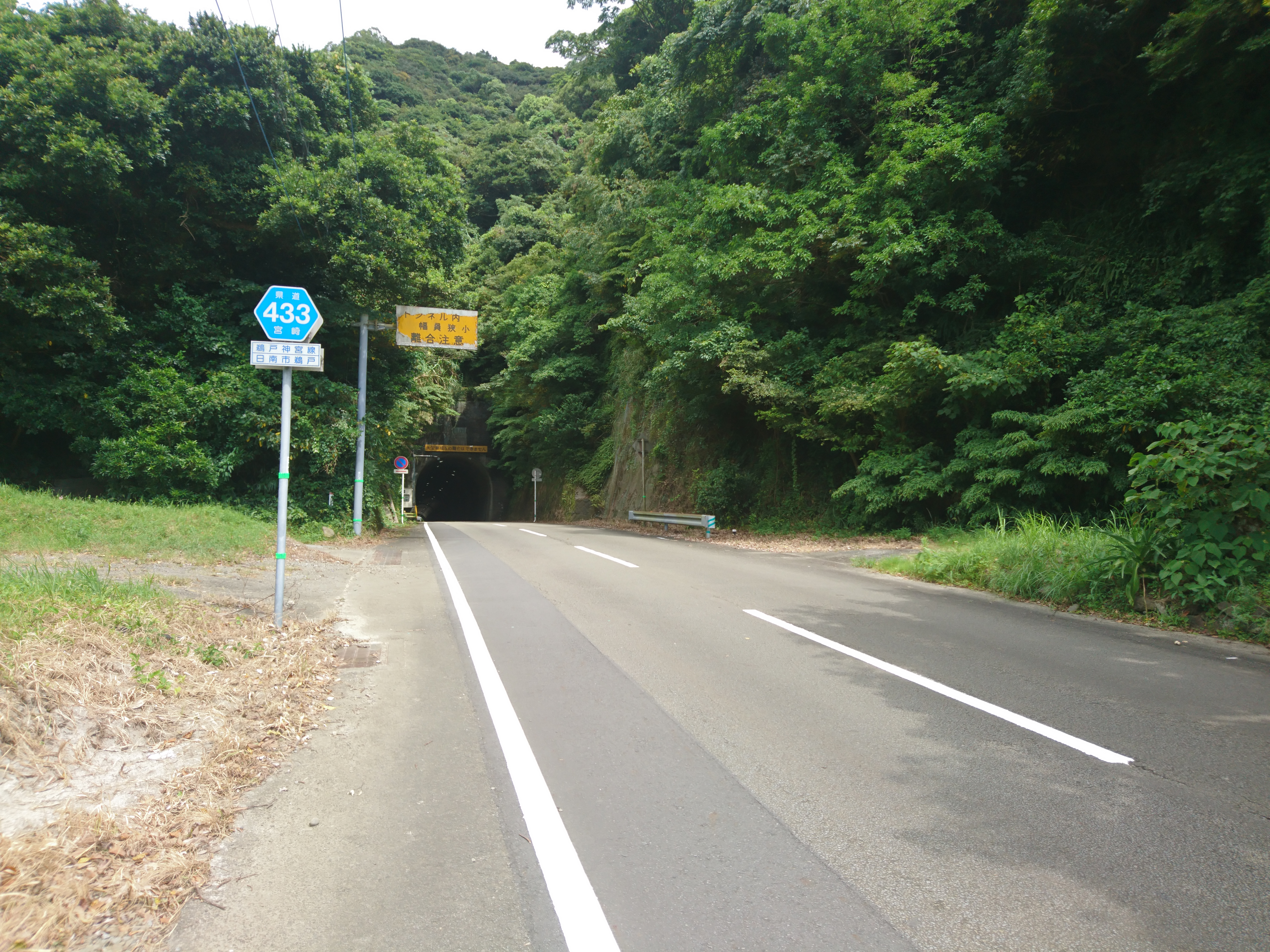
県道433号鵜戸神宮線（日南市宮浦鵜戸）

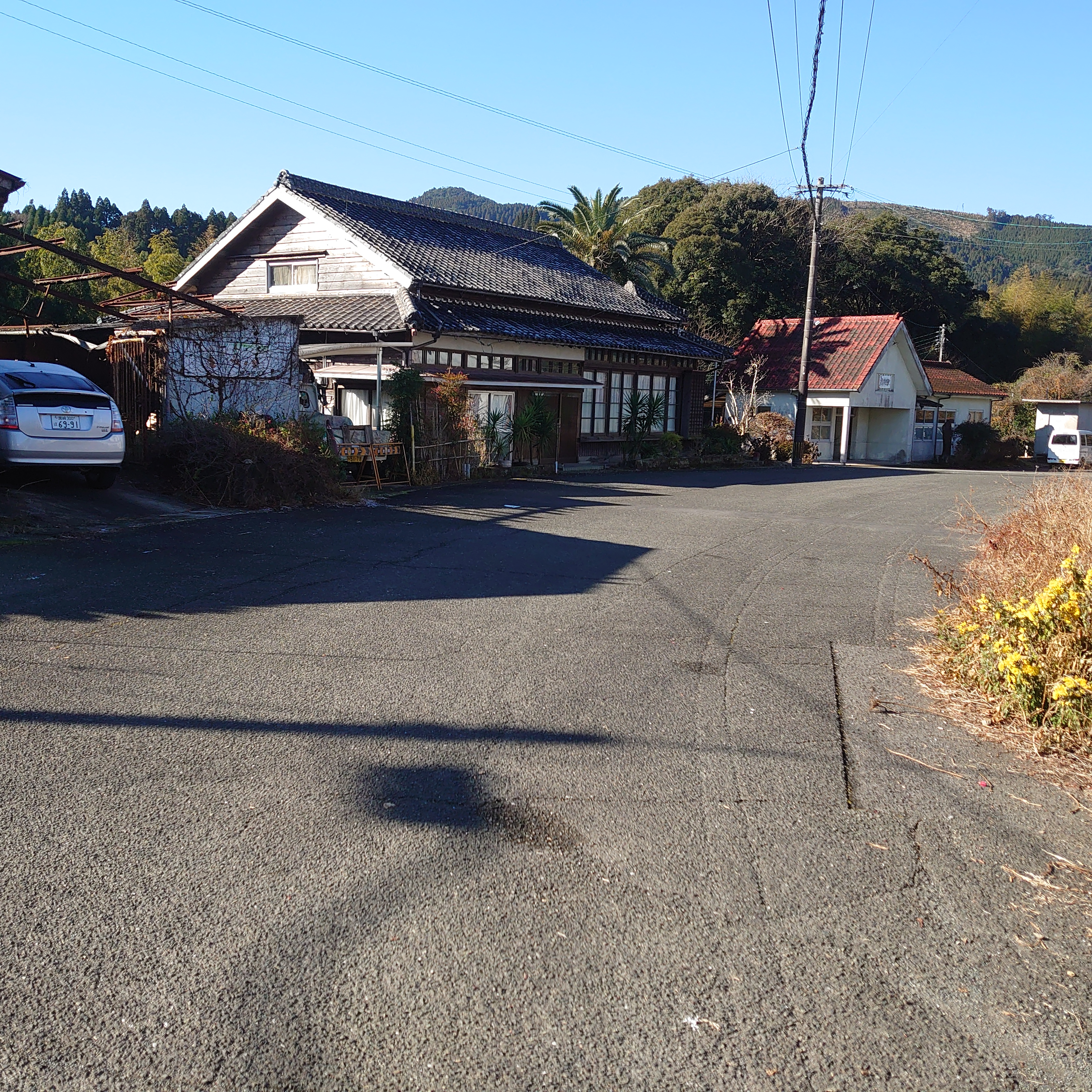
県道446号榎原停車場線（日南市南郷町榎原）

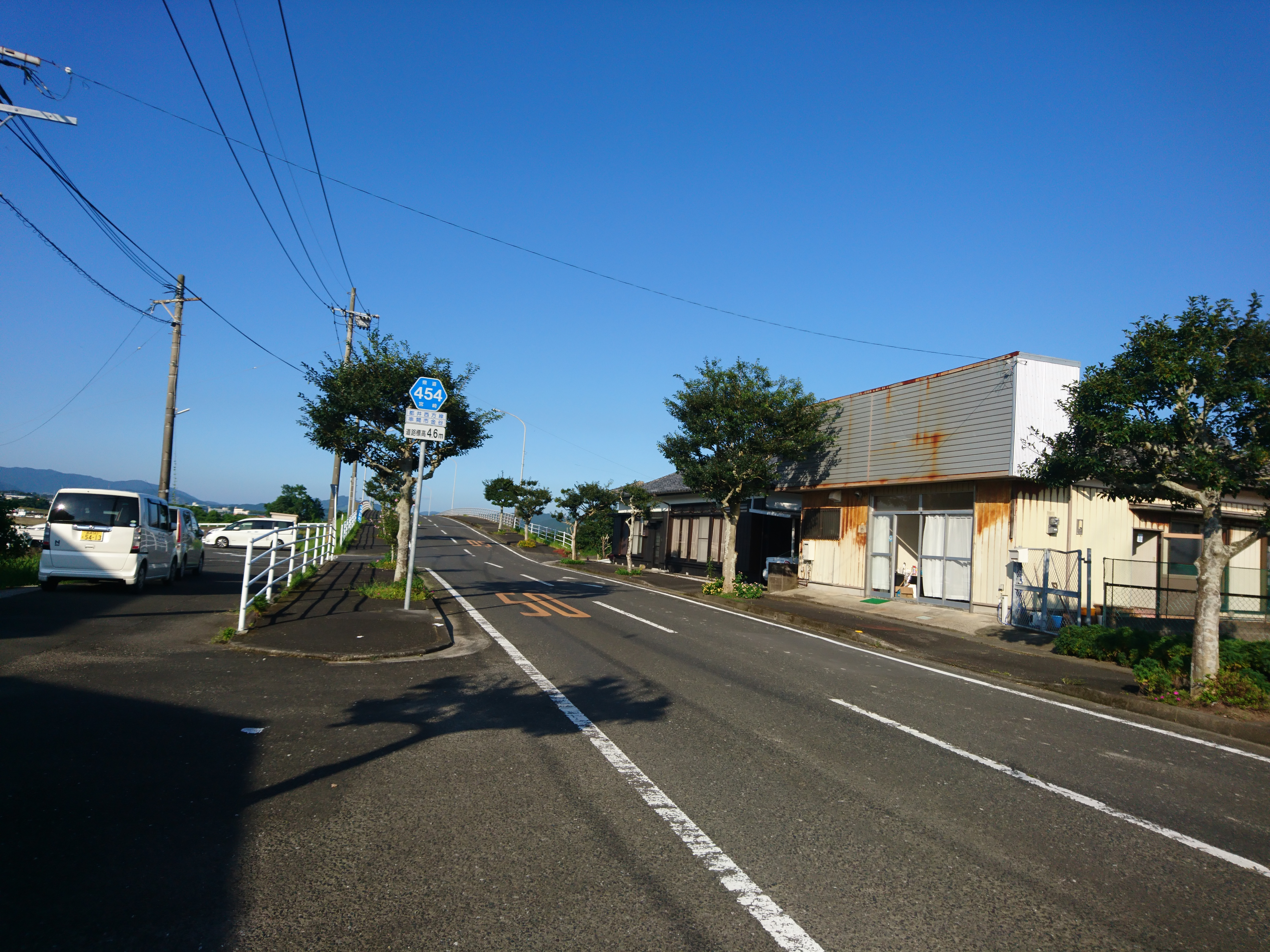
県道454号都井西方線（串間市南方金谷）

- 402 （欠番：1994年（平成6年）以降不使用）
  - 1972年（昭和47年） - 1994年（平成6年）：京町小林線（→県道53号京町小林線に指定）
- 403 えびの高原京町線
- 404 石阿弥陀五日市線
- 405 西麓小林線
- 406 高千穂峰狭野線
- 407 原田杉水流線
- 408 矢岳高原京町線（2019年（平成31年）2月4日[6] - ）
  - 1959年（昭和34年） - 2019年（平成31年）2月4日：西川北京町温泉停車場線[6]（→現路線の一部）
- 409 生駒高原北西方線（1995年（平成7年） - ）
  - 1997年 - 1994年（平成6年）：環野小林停車場線（→県道53号京町小林線の一部）
  - 1994年（平成6年） - 1995年（平成7年）：環野轟木線（→現路線の一部）
- 410 木浦木小林停車場線
- 411 えびの飯野停車場線
- 412 （欠番：1995年（平成7年）以降不使用）
  - 1972年（昭和47年） - 1995年（平成7年）：西小林停車場線（→409号生駒高原北西方線の一部）
- 413 祓川高崎線
- 414 有水高原線
- 415 - 416 （欠番）
- 417 牛之脛山田線
- 418 - 419 （欠番）
- 420 中方限庄内線
- 421 （欠番）
- 422 有水山之口停車場線
- 423 三股停車場線（1994年（平成6年） - ）
  - 1972年（昭和47年） - 1994年（平成6年）：今町三股停車場線（→現路線および県道12 号都城東環状線の一部）
- 424 高崎新田停車場線
- 425 万ヶ塚停車場線
- 426 青井岳停車場線
- 427 西都城停車場線
- 428 （欠番）
  - 1959年（昭和34年） - xxxx年：五十市停車場線
- 429 猪八重線
- 430 郷之原日南線
- 431 内之田松永線
- 432 元狩倉日南線
- 433 鵜戸神宮線
- 434 風田星倉線（1995年（平成7年） - ）
  - 1972年（昭和47年） - 1995年（平成7年）：殿所風田線（→現路線の一部）
- 435 益安平山線
- 436 日南南郷線
- 437 （欠番）
- 438 北方南郷線
- 439 市木南郷線
- 440 高畑山本城線
- 441 一氏西方線
- 442 油津停車場線
- 443 仏坂大堂津線
- 444 北郷停車場線
- 445 飫肥停車場線
- 446 榎原停車場線
- 447 串間停車場線
- 448 目井津港線
- 449 福島港線
- 450 （欠番：1994年（平成6年）以降不使用）
  - 1975年（昭和50年） - 1994年（平成6年）：安久桜木線（→県道12号都城東環状線の一部）
- 451 須志原大脇線
  - 総延長5,800 m、全線未供用。
- 452 - 453 （欠番）
- 454 都井西方線